# Glenmalure Park
Glenmalure Park, souvent surnommé Milltown, est un ancien stade de football situé dans le quartier de Milltown au sud de Dublin.
C’était le terrain de résidence du club des Shamrock Rovers entre 1926 et 1987.
Il a été vendu par ses propriétaires, la famille Kilcoyne, à un investisseur immobilier qui souhaitait le transformer en lotissement immobilier (qui a pris le nom de Glenmalure Square).

## Histoire

### De Ringsend à Milltown
Les Shamrock Rovers qui ont été créés dans le quartier de Ringsend déménagent en 1926 vers le quartier alors semi-rural de Milltown. Ils y trouvent un terrain appartenant à l’Ordre des Jésuites et avec un bail sécurisé sur une très longue période, y développent un stade pouvant accueillir des matchs de football. Le stade a été largement construit par les supporters eux-mêmes : ils construisent la tribune principale et installent des terrasses ouvertes sur les trois autres côtés du terrain. Le stade est officiellement ouvert le dimanche 19 septembre 1926 lors d’un match amical joué contre le club du Belfast Celtic avec lequel les Shamrock avaient noué de très forts liens. Bob Fullam a le privilège de marquer le tout premier but des Shamrock Rovers dans leur nouveau stade.

### Les années glorieuses
Quand la famille Cunningham achète le club dans les années 1930, le stade est nommé Glenmalure Park en hommage à la région d’origine des Cunningham, la vallée de Glenmalure dans les montagnes de Wicklow. Les nouveaux patrons du club entreprennent de rénover le stade en restaurant les terrasses et en construisant un toit au-dessus de la terrasse située en face de la tribune principale. Glenmalure restera en l’état jusqu’à sa destruction en 1990. Les seuls changements sont l’érection de pylônes afin de rendre possible l’éclairage du terrain pour les matchs joués en nocturne. 
La capacité du stade est alors de 20 000 places avec autour de 1 000 places assises. Le record de spectateurs est de 28 000 personnes. Il a été établi lors d’un match contre Waterford United en 1968. Il semble toutefois que de plus grandes affluences aient été atteintes mais sans que cela ait été enregistré par les dirigeants du club. Plus récemment, et à cause des règlements modernes de sécurité, la plus grande affluence a été réalisée en 1986 pour un match de Coupe d’Europe contre les Écossais du Celtic Glasgow. Ce jour-là 18 000 personnes sont venues assister au match. Des tribunes provisoires avaient été construites pour l’occasion.
Le tout premier match européen à avoir été disputé à Glenmalure Park a eu lieu en 1978. Le match s’est terminé par une victoire 2 à 0 contre les chypriotes de l’APOEL Nicosie. En tout sept matchs européens ont été joués dans ce stade.

### La vente et la démolition
En 1987, la famille Kilcoyne qui était propriétaire du club depuis 1972 décide de vendre le stade à un investisseur immobilier. Les Kilcoyne avaient quelques années auparavant acheté le stade aux Jésuites. 
Le dernier match disputé à Milltown est une demi-finale de la Coupe d'Irlande de football contre les Sligo Rovers le 12 avril 1987,disputé devant 6 000 personnes. Le match eu à subir les conséquences de la révolte des supporters contre la décision des Kilcoyne de vendre ce lieu historique pour le club. Le terrain a été envahi par les supporters des Shamrock soutenus en geste de solidarité par les supporters de Sligo.